# Comarca da Terra de Celanova
A Terra de Celanova is een comarca van de Spaanse provincie Ourense, gelegen in de autonome regio Galicië. De hoofdstad is Celanova en de comarca heeft 21.963 inwoners (2005).

## Gemeenten
A Bola, Cartelle, Celanova, Gomesende, A Merca, Padrenda, Pontedeva, Quintela de Leirado, Ramirás en Verea.